# Kocborowo
Kocborowo (auch Kucborowo, deutsch Konradstein oder Conradstein) ist ein nördlicher Ortsteil von Starogard Gdański im Powiat Starogardzki der polnischen Woiwodschaft Pommern.
Die Provinzial-Irrenanstalt Konradstein entstand als die dritte psychiatrische Pflegeanstalt von Westpreußen ab 1893 auf dem Gelände des Ritterguts Konradstein. 1900 zählte man, ohne die Insassen, 160 Einwohner. Ein Denkmal erinnert an die Patienten, die während der deutschen Besetzung ermordet wurden.